# Kaiserliches Bezirksgericht Swakopmund

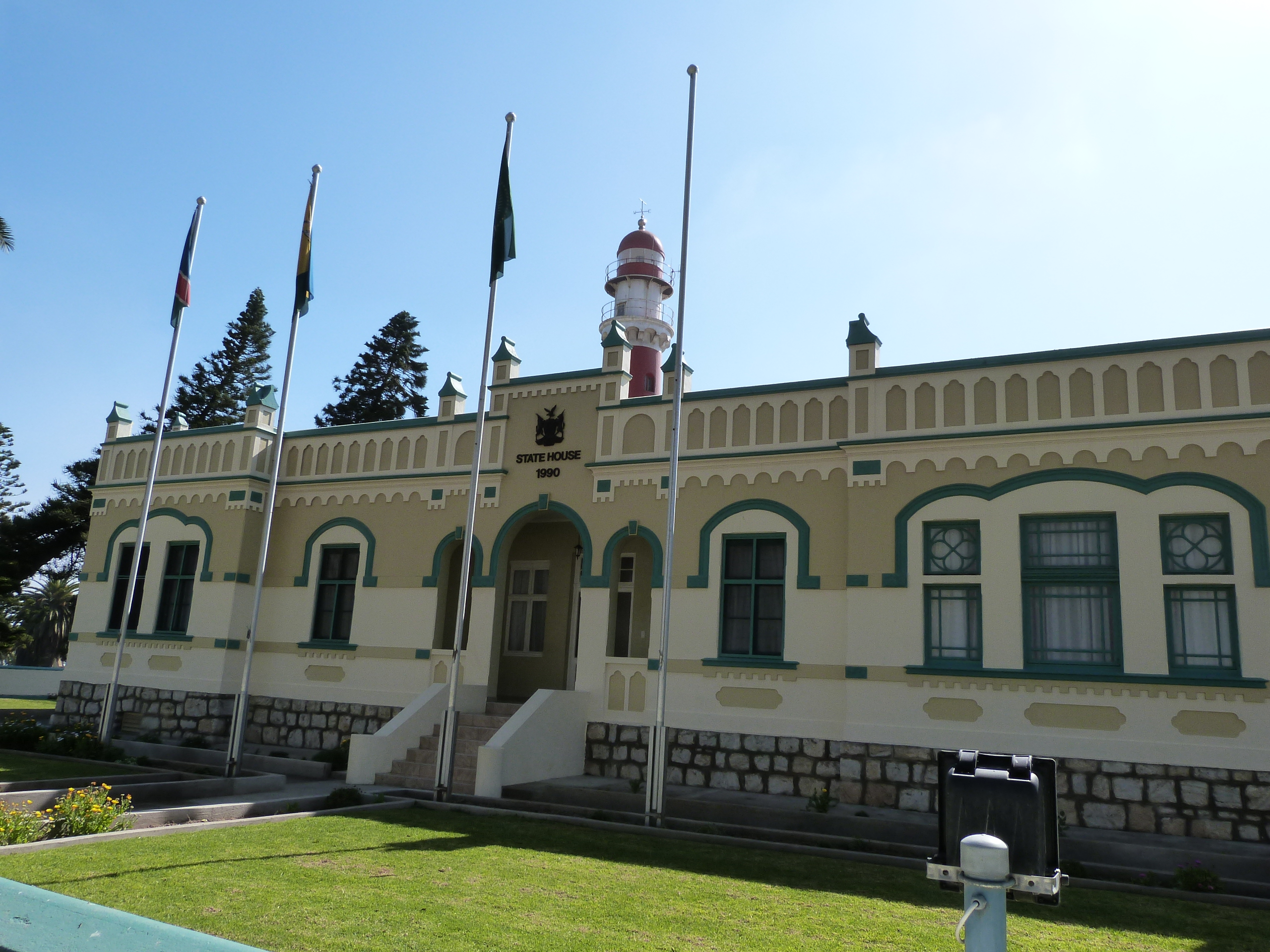
Nutzung als Staatshaus (2013)

Das Kaiserliche Bezirksgericht Swakopmund ist ein ehemaliges Gerichtsgebäude in der namibischen Küstenstadt Swakopmund. Es diente zu Zeiten Deutsch-Südwestafrikas als Gericht und wird seit 1990 als Sommerresidenz, d. h. Staatshaus, des namibischen Staatspräsidenten genutzt.
Das Gebäude, unweit des Leuchtturms der Stadt, wurde 1901 erbaut und 1905 erweitert. Nach der Niederlage der Schutztruppe für Deutsch-Südwestafrika im Ersten Weltkrieg in Südwestafrika wurde es von den südafrikanischen Administratoren als Sommerresidenz genutzt.